# Anik B1
O Anik B1 (também conhecido por Telesat 4) foi um satélite de comunicação geoestacionário canadense da série Anik construído pela RCA Astro. Ele esteve localizado na posição orbital de 109 graus de longitude oeste e era administrado pela Telesat Canada, com sede em Ottawa no Canadá. O satélite foi baseado na plataforma AS-3000.

## História
O Anik B1 pesava cerca de 887.2 kg em uma órbita geoestacionária, em que ele foi colocado com sucesso em fevereiro de 1979.
Vários conceitos que foram introduzidos com os experimentos Hermes demonstraram ser operacionalmente viáveis durante os ensaios do Anik B1 e foram continuados para operação comercial. Estes incluíram a transmissão por satélite da TV Ontário com programação educativa ao longo de Ontário.
Houve importantes resultados dos programas Anik B e Hermes. O conceito de comunicações por satélite foi revolucionado pelas pequenas estações terrestres que poderiam ser facilmente construídos em praticamente qualquer lugar, sem ser atrapalhado pela interferência causado principalmente em locais distantes das cidades. Em particular, as pequenas TVROs provou o conceito de DBS ser tecnicamente viável e a energia era menos exigido pelos satélites do que havia sido previsto inicialmente. Dos projetos Anik B, aquele com o maior impacto foi o serviço de radiodifusão direta para áreas remotas. Os resultados foram encorajadores. Até o final do programa Anik B, foram reunidos dados suficientes para permitir que as organizações de usuários decidisse se os sistemas de satélite (ou de telecomunicações) foram um veículo útil e desejável para prestar serviços em uma base de longo prazo.
Com uma vida útil definido para terminar em novembro de 1985, o Anik B1 só foi desativado em 1986.
A maior parte da capacidade do satélite era usado para as retransmissões da CBC. O operador CNCP Telecommunications também usou o Anik B1 como retransmissor para os seus serviços. O jornal Globe and Mail usou o Anik B1 para transmitir cópias de impressão em diferentes impressão ao longo do Canadá.

## Lançamento
O satélite foi lançado com sucesso ao espaço no dia 16 de dezembro de 1978, por meio de um veículo Delta 3914 a partir da Estação da Força Aérea de Cabo Canaveral, na Flórida, EUA, juntamente com o DRIMS. Ele tinha uma massa de lançamento de 920 kg.

## Capacidade
O Anik B1 tinha também 12 transponders em banda C, assim como os da série Anik A, mas tinha também seis transponders em banda Ku.